# Juan de Aréizaga
Juan, Joanes o Johan de Aréizaga Guevara (Zumaya o Villarreal de Urrechua posiblemente en 1500- ¿1535?) fue un explorador y sacerdote español. Participó en la expedición de García Jofre de Loaísa en la que tuvo un papel destacado.

## Vida
No se sabe a ciencia cierta el lugar de nacimiento de este clérigo. Dos localidades de Guipúzcoa se disputan su origen: Villarreal de Urrechua y Zumaya, aunque algunos apuntan también que pudiera ser natural del barrio de Arrona de Cestona, muy cerca de Zumaya.

### La expedición de Loaísa

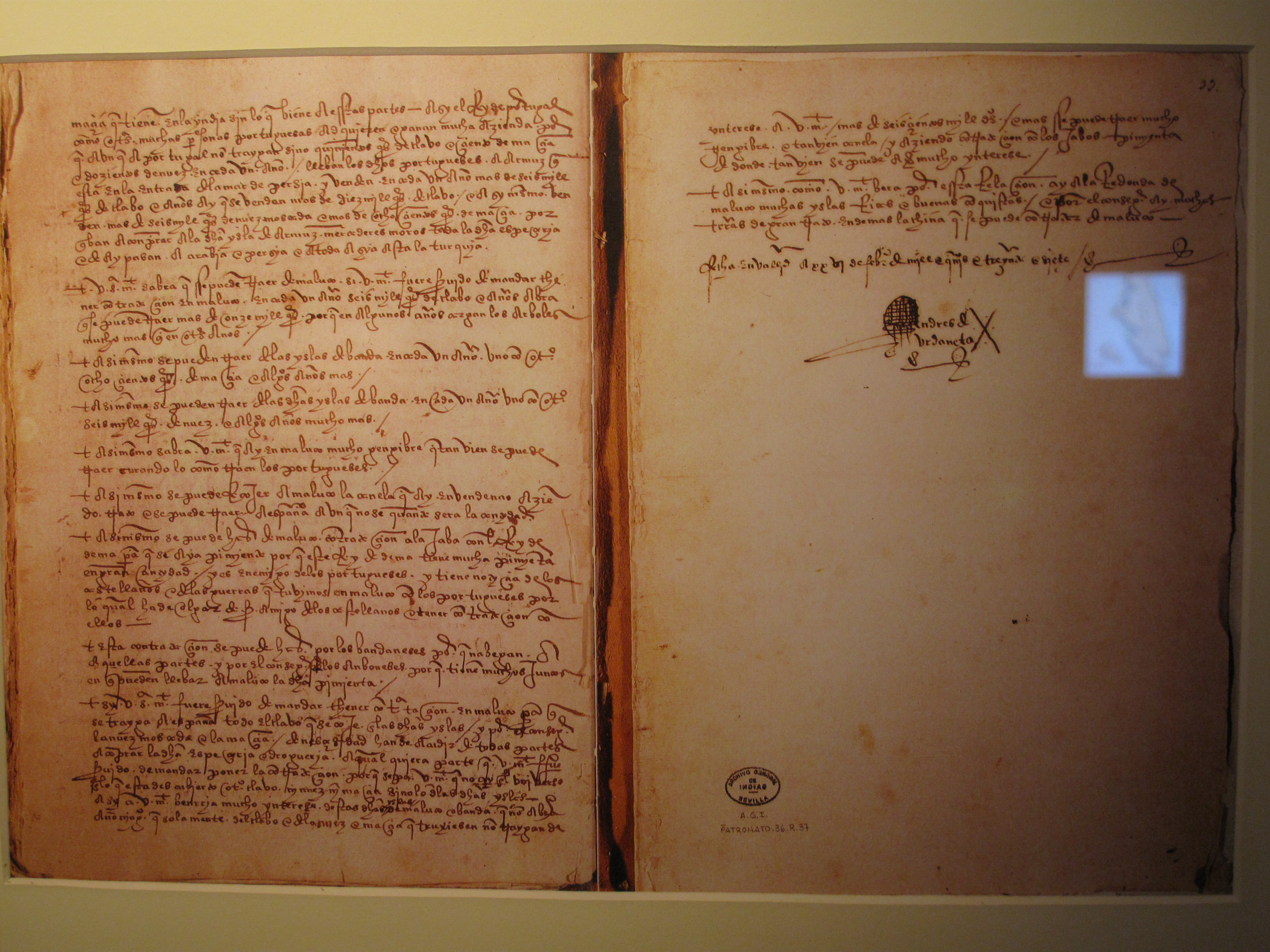
Última página del Diario de Viaje redactado por A. de Urdaneta.

A instancias de su amigo y paisano Juan Sebastián Elcano, Aréizaga se enroló como capellán de la expedición de García Jofre de Loaisa que marchó a la conquista de las Molucas en 1525. El presbítero vasco embarcó en La Coruña el 24 de julio de 1525.
Aréizaga tuvo un papel protagonista en dos episodios que vivió la fallida expedición de García Jofre de Loaísa.

### La exploración de la Patagonia
El 14 de enero de 1526, creyendo que había llegado a la entrada del Estrecho de Magallanes, Elcano ordenó dar vela en el estuario del Río Gallegos hasta que las cuatro naos de la expedición embarrancaron. Juan Sebastián Elcano ordenó detener las naves y echar una chalupa al agua para que explorara el estuario y verificara si se encontraban en la entrada del Estrecho de Magallanes. En la expedición iban el piloto Martín Pérez de Elcano, hermano del capitán, el artillero Roldán, el tesorero Bustamante, que era uno de los supervivientes de la expedición de Magallanes y conocía el paso y el propio Aréizaga, junto con otros cuatro hombres. Lo curioso es que Roldán y Bustamante, que conocía el paso, daban por bueno el lugar y querían hacer señas a las naos para que continuaran avanzando, pero tanto Martín como Areizaga no lo tenían tan claro, por lo que se decidieron a avanzar, lo cual les llevó a internarse más en el estuario hasta darse cuenta de que el lugar era equivocado. Para entonces la subida de la marea hizo desencallar las naos y estas se alejaron del estuario dejando a los tripulantes de la chalupa en tierra.
Los hombres exploraron la costa de Patagonia y lograron posteriormente reintegrarse con la expedición.
Existe un breve relato de la aventura de Aréizaga en la tierra de los patagones y de su encuentro con los nativos, de la que se hizo eco el historiador Gonzalo Fernández de Oviedo. Sin embargo, ciertos detalles fantásticos del relato, que describe a los patagones como gigantes que doblaban en altura a los cristianos restan verosimilitud a la descripción que hizo Aréizaga de las costumbres nativas.

### La dispersión de la flota
Cuando la flota llevaba seis días internada en el Océano Pacífico, el 6 de junio, una tormenta dispersó la flota haciendo que las cuatro naves que seguían en la expedición se perdieran entre sí. Aréizaga se encontraba en el patache Santiago que comandaba su primo Santiago de Guevara. El patache tomó rumbo norte y tras realizar una travesía de 10 000 km arribó a las costas de Nueva España, arribando al Golfo de Tehuantepec el 15 de julio de 1526. Quedaban 50 supervivientes en el navío, pero la mayor parte de los mismos se encontraban enfermos o muy debilitados por la falta de comida. Sin piloto, sin provisiones y sin ningún bote con el que desembarcar, aún habiendo alcanzado la costa la situación de los navegantes del Santiago se presentaba muy delicada. Deteminaron que uno de ellos tratara de alcanzar la costa metido en una caja de madera para pedir auxilio y Aréizaga se prestó voluntario. Aunque su improvisada nave zozobró Areizaga logró alcanzar la costa a nado siendo salvado por unos nativos de morir ahogado en la orilla. A raíz de la acción de Aréizaga los marineros españoles fueron rescatados y atendidos por los nativos de la ciudad de Mazatán.
Tras reponerse en unos pocos días, Aréizaga partió hacia Ciudad de México donde fue quien dio personalmente parte a Hernán Cortés de la suerte corrida por la expedición de García de Loaísa. Cortés organizaría entonces la expedición de Álvaro de Saavedra que partió en 1527 hacia las Indias Orientales en busca de los supervivientes de la expedición de García de Loaísa.
Este suceso fue el que dio más fama a Aréizaga.
Con posterioridad Areizaga regresó de vuelta a su tierra. Según se desprende de documentos de la época Aréizaga fue repuesto como beneficiado de la Iglesia de San Pedro de Zumaya, tal y como relata el escritor José de Arteche en su obra Cuatro relatos. 
Algunas fuentes apuntan 1535 como el año de su fallecimiento.